# Capítulo 11 do Título 11 do Código dos Estados Unidos
O Capítulo 11 da Lei de Falências do Código Estados Unidos (em inglês: Chapter 11 of Title 11 of the United States Code) é um dos capítulos do Título 11 do Código de Falência dos Estados Unidos.

## Informação Geral
Permite a reorganização sob as leis de falência dos Estados Unidos. Essa reorganização, conhecida como falência do Capítulo 11, está disponível para todas as empresas, sejam elas organizadas como uma corporação, parceria ou sociedade unipessoal, e para indivíduos, embora seja usada com mais destaque por entidades corporativas. Em contraste, o Capítulo 7 rege o processo de falência de liquidação, embora a liquidação também possa ocorrer no Capítulo 11; enquanto o capítulo 13 proporciona um processo de reorganização para a maioria dos particulares.

## Ligações Externas
- Código de Falência dos Estados Unidos (em inglês).

- US changes bankruptcy protection laws, via BBC News.